# Jodis argutaria
Jodis argutaria är en fjärilsart som beskrevs av Walker 1866. Jodis argutaria ingår i släktet Jodis och familjen mätare. Inga underarter finns listade i Catalogue of Life.